# Okręg wyborczy Manchester Blackley
Okręg wyborczy Manchester Blackley powstał w 1918 r. i wysyła do brytyjskiej Izby Gmin jednego deputowanego. Okręg obejmuje dystrykt Blackley w Manchesterze.

## Deputowani do brytyjskiej Izby Gmin z okręgu Manchester Blackley
- 1918–1923: Harold Briggs, Partia Konserwatywna
- 1923–1924: Philip Oliver, Partia Liberalna
- 1924–1929: Harold Briggs, Partia Konserwatywna
- 1929–1931: Philip Oliver, Partia Liberalna
- 1931–1945: John Lees-Jones, Partia Konserwatywna
- 1945–1951: John Diamond, Partia Pracy
- 1951–1964: Eric Johnson, Partia Konserwatywna
- 1964–1979: Paul Rose, Partia Pracy
- 1979–1997: Kenneth Eastham, Partia Pracy
- 1997– : Graham Stringer, Partia Pracy